# 6504 Lehmbruck
6504 Lehmbruck este un asteroid din centura principală de asteroizi.

## Descriere
6504 Lehmbruck este un asteroid din centura principală de asteroizi. A fost descoperit pe 24 septembrie 1960 la Observatorul Palomar de Cornelis Johannes van Houten, Ingrid van Houten-Groeneveld și Tom Gehrels. Asteroidul prezintă o orbită caracterizată de o semiaxă mare de 2,42 ua, o excentricitate de 0,16 și o înclinație de 6,1° în raport cu ecliptica.